# Tschechische Futsalnationalmannschaft
Die tschechische Futsalnationalmannschaft ist eine repräsentative Auswahl tschechischer Futsalspieler. Die Mannschaft vertritt den tschechischen Fußballverband bei internationalen Begegnungen. Das Team qualifizierte sich bislang für vier Europa- und zwei Weltmeisterschaften.

## Abschneiden bei Turnieren
Tschechien nahm bisher an sechs Europameisterschaften teil. Die besten Ergebnisse erreichte man 2003 (Halbfinale) und 2010 (3. Platz). 2005, bei der EM im eigenen Land, schied man wie auch 2001, 2007 und 2012 bereits in der Vorrunde aus.
Für eine Weltmeisterschaft qualifizierte man sich erstmals 2004, nachdem man zuvor drei Mal in der Qualifikation scheiterte. Nach Siegen über Australien und Thailand erreichte man die Zwischenrunde, in der man allerdings chancenlos war und mit null Punkten ausschied.

### Futsal-Weltmeisterschaft
- 1989 – nicht eingeladen
- 1992 – nicht qualifiziert
- 1996 – nicht qualifiziert
- 2000 – nicht qualifiziert
- 2004 – Zwischenrunde
- 2008 – Vorrunde
- 2012 – Achtelfinale
- 2016 – nicht qualifiziert

### Futsal-Europameisterschaft
- 1996 – nicht teilgenommen
- 1999 – nicht qualifiziert
- 2001 – Vorrunde
- 2003 – Halbfinale
- 2005 – Vorrunde
- 2007 – Vorrunde
- 2010 – 3. Platz
- 2012 – Vorrunde
- 2014 – Vorrunde
- 2016 – Vorrunde
- 2018 – nicht qualifiziert